# استیو مایک ابوآ ابونگو
استیو مایک ابوآ ابونگو (انگلیسی: Steeve-Mike Eboa Ebongue؛ زادهٔ ۲۰ فوریهٔ ۲۰۰۱) بازیکن فوتبال است.